# Neujahrskonzert der Wiener Philharmoniker 1979
Das Neujahrskonzert der Wiener Philharmoniker 1979 war das 39. Neujahrskonzert der Wiener Philharmoniker und fand am 1. Jänner 1979 im Goldenen Saal des Wiener Musikvereins statt. Dirigiert wurde es zum 25. Mal von Willi Boskovsky, der diese Institution 1941 schon als Konzertmeister der Wiener Philharmoniker mit ins Leben gerufen hatte. Das Jubiläum seines 25. Dirigates wurde im Konzert mehrfach gewürdigt, auch die zugehörigen Veröffentlichungen stellen dieses heraus: Dass es sein letztes Dirigat eines Neujahrskonzertes der Wiener Philharmoniker sein würde, ahnte niemand: Er schied 1980 aus Krankheitsgründen aus, das Dirigat 1980 übernahm ad hoc Lorin Maazel. Willi Boskovsky wurde seitdem zu seinen Lebzeiten nie wieder ein erneutes Dirigat ermöglicht.

## Zusammenfassung
Streng genommen war es das 40. Konzert zum Jahreswechsel – denn zur Jahreswende 1939/40 gab es bereits ein Außerordentliches Konzert der Wiener Philharmoniker, welches allerdings am Silvesterabend 1939 stattfand –, aber erst seit 1946 – seit dem erstmaligen Dirigat von Josef Krips – trägt das Konzert den Titel Neujahrskonzert der Wiener Philharmoniker: Unter diesem Namen war es das nunmehr 34. Konzert, was offiziell auch Neujahrskonzert der Wiener Philharmoniker heißt.
Willi Boskovsky stand, wie bereits seit 1955 auf Grund seiner einstimmigen Wahl durch die Orchestermitglieder als ständiger Dirigent des Neujahrskonzertes am Pult.
 Willi Boskovsky bleibt in Erinnerung, dass er das Konzert im Wesentlichen mit seinem Geigenbogen leitete und seine Violine, vornehmlich in die Hüfte gestützt (ansonsten lag sie griffbereit auf einem kleinen Tischchen neben dem Dirigierpult), immer wieder ans Kinn nahm, um seinen eigenen Schwung in das Orchester zu übertragen, er nutzte nur selten einen Dirigentenstab.
Einzelne Musikstücke wurden wieder mit Ballettaufnahmen unterlegt: Es tanzten Mitglieder des Balletts der Wiener Staatsoper, die Choreographie übernahm Gerlinde Dill.
Ehrung für Willi Boskovskys 25. Dirigenten-Jubiläums waren im Programm selbst zwei Werke von Josef Strauss, dem mittleren der Strauss-Brüder und für den er sich von Anfang an einsetzte. Dessen Polka mazur Die Emancipirte, die Teil des Programms seines ersten Dirigates 1955 war (und dort erstmals aufgeführt wurde), war die eine. Dessen Polka Rudolfsheimer war eine zweite musikalische Ehrung, weil Boskovsky selbst Rudolfsheimer ist, wie die Moderation des Konzertes herausstellte; dieses Stück wurde erst zum zweiten Mal in einem Neujahrskonzert der Wiener Philharmoniker aufgeführt.
Das Konzert wurde mit seinem zweiten Teil im Fernsehen übertragen, die Produktion übernahmen, wie seit 1970 jährlich, der Österreichische Rundfunk (ORF) und das Zweite Deutsche Fernsehen (ZDF) gemeinsam, die Regie führte erneut Hermann Lanske. Es war das 14. Neujahrskonzert, dessen zweiter Teil in Kooperation von Eurovision (für diesen Verbund war es die 20. Übertragung) und Intervision, dem Fernsehverbund der damaligen sozialistischen Staaten, im Fernsehen übertragen wurde. Ausgestrahlt wurde das Neujahrskonzert 1979 über Eurovision neben Österreich in Belgien, der Bundesrepublik Deutschland, in Dänemark, Finnland, Frankreich, Irland, Italien, Jugoslawien, Luxemburg, der Niederlande, Norwegen, in Portugal, Schweden, der Schweiz und Spanien.
Über Intervision waren 1979 dabei: Bulgarien, die DDR und Ungarn.
1973 begannen die regelmäßigen Fernsehübertragungen weltweit, die seitdem fester Bestandteil der Neujahrskonzerte sind, zunächst der zweite Teil, ab 1991 dann das gesamte Konzert. In andere nicht-europäische Staaten wurde dieses Konzert von 1978 (in alphabetischer Reihenfolge) nach Algerien, Chile, Costa Rica, Ekuador, Hongkong, Japan, Jordanien, Marokko, Mauritius, Mexiko, Südafrika, Taiwan und Venezuela übertragen. Die Fernsehübertragung des zweiten Teils des Neujahrskonzertes wurde demzufolge in 32 Staaten original ausgestrahlt.

## Programm

### 1. Teil
1. Johann Strauss (Vater): Loreley-Rheinklänge, Walzer, op. 154
2. Johann Strauss (Sohn): Bitte schön!, Polka française, op. 372
3. Eduard Strauß: Ohne Bremse, Polka schnell, op. 238
4. Johann Strauss (Sohn): Wein, Weib und Gesang, Walzer, op. 333
5. Josef Strauss: Die Emancipirte, Polka mazur, op. 282
6. Carl Michael Ziehrer: Hereinspaziert, Walzer aus der Operette Der Schätzmeister, op. 518*

### 2. Teil
1. Franz von Suppè:  Ouvertüre zu Die schöne Galathée*
2. Johann Strauss (Sohn): Bei uns z’Haus, Walzer, op. 361 (im Programmarchiv: Walzer für Männerchor und Orchester, wurde nur instrumental aufgeführt)
3. Josef Strauss: Moulinet-Polka, Polka française, op. 57
4. Johann Strauss (Sohn): Tik-Tak, Polka schnell, op. 365
5. Johann Strauss (Sohn) und Josef Strauss: Pizzicato-Polka
6. Josef Strauss: Rudolfsheimer-Polka, Polka schnell, op. 152
7. Josef Strauss: Sphärenklänge, Walzer, op. 235
8. Johann Strauss (Sohn): Auf der Jagd, Polka schnell, op. 373

### Zugaben
1. Johann Strauss (Sohn): Leichtes Blut, Polka schnell, op. 319
2. Johann Strauss (Sohn): An der schönen blauen Donau, Walzer, op. 314
3. Johann Strauss (Vater): Radetzky-Marsch, op. 228

Werkliste und Reihenfolge sind der Website der Wiener Philharmoniker entnommen.
Die mit * gekennzeichneten Werke standen erstmals in einem Programm eines Neujahrskonzertes.

## Besetzung (Auswahl)
- Willi Boskovsky, Dirigent
- Wiener Philharmoniker